# Caiga quien caiga (España)
Caiga quien caiga (CQC) es un programa de televisión español, basado en el formato argentino del mismo nombre creado por Mario Pergolini con su productora 4K (Cuatro Cabezas). Originalmente se emitió en Telecinco, donde inicialmente tuvo dos etapas, entre 1996 y 2002 y entre 2005 y 2008. El 14 de mayo del mismo año empezó una nueva etapa en La Sexta y tras su cancelación fue adquirido por Cuatro para emitirlo en 2010. En julio de 2010, Cuatro canceló el espacio debido a sus discretos datos de audiencia y su elevado coste económico. 15 años más tarde, en 2025, Telecinco recuperó el formato.

## Formato
Cada semana, desde un plató en directo, un trío de presentadores da paso a diferentes noticias para mostrar la realidad de una forma muy diferente a la que los informativos tradicionales acostumbran. Sus noteros entrevistan por igual a políticos, civiles o estrellas de cine, haciendo las preguntas menos convenientes y más incómodas, provocando en las celebridades las reacciones más inesperadas. Tanto los presentadores como los reporteros del programa visten siempre con traje negro, corbata del mismo color y unas gafas de sol, atuendo inspirado en la saga de películas "hombres de negro", siendo esta la seña de identidad del programa.

## Primera etapa en Telecinco (1996-2002)
En su primera etapa en España, el conductor era El Gran Wyoming, junto con Javier Martín y Juanjo de la Iglesia. De entre sus reporteros, algunos ya tenían fama reconocida como Pablo Carbonell, mientras que para otros supuso el lanzamiento de sus carreras, como el mencionado Javier Martín o Arturo Valls —incorporado años después del comienzo de la emisión—. El elenco de reporteros se completaba con Tonino, Mario Caballero y Sergio Pazos. El programa era amenizado en esta época por el conjunto musical del Maestro Reverendo, habitual colaborador de Wyoming. Los directores en esta primera etapa fueron, Montse Fernández Villa desde 1996 a 1998 y Edu Arroyo entre 1998 y 2002 y era producido por Globomedia.
Al principio el programa tuvo un seguimiento reducido por la audiencia y se movió frecuentemente en la parrilla.
El programa empezó su éxito después de un programa navideño en el que entregaron las gafas al rey Juan Carlos I lo que supuso su relanzamiento. En esa época (años 1997 y 1998), los políticos españoles aceptaban estas gafas como una marca para estar "de moda". El ascenso llegó al punto de que el presidente Aznar les invitó a una comida en el Palacio de la Moncloa, sede de la presidencia del Gobierno.
Secciones como el "Curso de ética periodística" o "Las peores noticias" tenían bastante éxito. A pesar de mantener una audiencia elevada y los numerosos galardones otorgados al programa y a su presentador, Telecinco decidió dejar de emitir el programa el 22 de diciembre de 2002 tras un descenso en sus audiencias, las más discretas de su historia en las sobremesas de los domingos (para los estándares de la época). El contrato finalizaba en diciembre de 2002 y no se renovó.
Alternativamente, se dijo que las fuertes críticas que desde el programa se hacían al gobierno del Partido Popular, a la figura de Ana Botella (la esposa del presidente del gobierno José María Aznar, 1996-2004), y al propietario de Gestevisión Telecinco (Silvio Berlusconi) fueron el detonante; sin embargo esto fue desmentido por los propios reporteros, tiempo después del cierre en varias entrevistas, afirmando que el programa efectuó bromas más pesadas durante su historia. Años más tarde, El Gran Wyoming insinuó que el programa habría sido clausurado tras presiones del entonces presidente Aznar sobre los responsables de la cadena.

## Segunda etapa en Telecinco (2005-2008)

### Primera temporada
El 28 de enero de 2005, el programa volvió a la parrilla de Telecinco, esta vez conducido por Manel Fuentes, Arturo Valls, Eduardo Aldán y Deborah Ombres como primera mujer del equipo, bajo la dirección de Edu Arroyo, que se mantuvo en esta segunda etapa y Eyeworks Cuatro Cabezas sustituyó a Globomedia en la producción del programa. La primera temporada terminó con la emisión del programa del 20 de mayo de 2005. Los buenos resultados de audiencia hicieron que el programa renovara contrato con la cadena.

### Segunda temporada
Entre el 23 de septiembre de 2005 y el 21 de julio de 2006 se emitió la segunda temporada de la segunda etapa del programa. En 2006, el programa estaba presentado en el plató por Arturo Valls, Manel Fuentes y Juanra Bonet; con Toni Garrido, Gonzo y Christian Gálvez como reporteros de calle (tarea en la que también colaboran Arturo Valls, solo hasta la mitad de la 2.ª temporada, y Juanra Bonet). Es en esta etapa cuando más éxito consigue el programa, siendo líder en audiencia prácticamente todos los viernes.
Las más conocidas secciones que se añadieron en esta temporada fueron:
- El CQTest: personajes famosos contestan un 'test de inteligencia', constando de cinco preguntas (la mayoría con trampa) y 300 segundos de tiempo. Cada error es un minuto menos en el reloj. Finalmente, la puntuación será lo que refleje el cronómetro (300 segundos, descontando el tiempo empleado en contestar y penalizaciones). Al final de la tercera temporada se elaboró un ranking y se entregó un premio al ganador, Carme Chaparro, presentadora de informativos de la cadena, por delante del director de informativos, Pedro Piqueras. Lo presentaba Christian Gálvez en un principio y Eugeni Alemany en la tercera temporada.
- Cucarachas: unas animaciones virtuales reparten 'medallas' a las celebridades que hayan dicho o hecho algo ridículo. Siempre se jugó con la aversión de Arturo Valls hacia ellas y el contrario aprecio de Juanra Bonet.
- Quién dijo qué: Manel Fuentes recita una frase y sus dos compañeros tratan de acertar quién lo dijo. Normalmente, solía ser un pie para un vídeo o publicidad.
- Top Five de la Televisión: un repaso a las cinco mejores y más graciosas imágenes vistas en la televisión "mundial", según decía el presentador.
- En este instante...: justo antes de ir a publicidad, Manel Fuentes se hacía una pregunta sobre qué estaría pasando o qué estaría haciendo alguien "en este instante", a lo que los otros dos presentadores siempre respondían al unísono: "¡Eh qué buena pregunta Manel!".
- ¡Proteste ya!: Gonzo es el encargado de acudir a la llamada de un pueblo o un grupo de gente, que ha mandado un correo electrónico al programa para resolver un conflicto, casi siempre con el ayuntamiento. Fue una sección muy exitosa y muchas veces se conseguían promesas para mejorar la situación, aunque no siempre se cumplían.
- Palabras cruzadas: una ronda de preguntas paralelas a dos personajes conocidos.

### Tercera temporada
Entre el 6 de octubre de 2006 y el 27 de julio de 2007 se emitió la tercera temporada de la segunda etapa del programa. En esta tercera temporada, los presentadores del plató son los mismos (Arturo Valls, Manel Fuentes y Juanra Bonet). Toni Garrido fue sustituido por Eugeni Alemany tras unos pocos programas de la misma. También se realizó un casting de reporteros en el cual, salió como nuevo reportero del programa Fran Rodríguez. Durante esta temporada, Christian Gálvez dejó el programa cerca del final de temporada para preparase para presentar Pasapalabra, siendo sustituido por un nuevo reportero: Castelo. Eugeni se encargaría también de la sección de Christian Gálvez: "CQTest". Finalmente la más reciente incorporación del equipo de reporteros es Maldo. En general, la audiencia se mantiene, ya que el programa sigue la misma línea que pasadas temporadas, a pesar de los cambios de plantilla.

### Cuarta temporada
En su cuarta temporada emitida entre el 25 de septiembre de 2007 y el 30 de enero de 2008, Arturo Valls es sustituido en plató por Leandro Rivera; y, manteniéndose Manel Fuentes y Juanra Bonet como los otros presentadores. Otro cambio fue la franja horaria, ya que pasó de emitirse los viernes en prime time, a los martes de madrugada. Esto perjudicó mucho a CQC, especialmente teniendo en cuenta que competía con programas diarios como Buenafuente. El programa fue cancelado a mediados de enero con los peores índices de audiencia de toda su historia en España (17% de share), aunque había contrato con la productora para una temporada más.

## Etapa en La Sexta (2008)
En marzo de 2008 se anunció que la productora Mediapro, accionista mayoritaria de La Sexta, compró los derechos de emisión de CQC a Eyeworks Cuatro Cabezas que se mantuvo en la producción del programa y Edu Arroyo en la dirección. El comienzo de las emisiones se efectuó el miércoles 14 de mayo en horario de prime time (22:00) finalizando esta temporada el 23 de julio de 2008. Toni Garrido volvió a CQC como uno de los conductores junto a Juanra Bonet, que se mantuvo y se incorporó Frank Blanco como conductor principal y se incorporaron Miguel Martín y Niño y Fox como reporteros, repitiendo de la etapa anterior Maldo.
Entre el 3 de septiembre y el 22 de diciembre del mismo año, se emitió la segunda temporada de la tercera etapa del programa, anunciándose la cancelación del programa en La Sexta el 23 de diciembre de 2008, debido a los malos resultados de audiencia obtenidos en las 17 emisiones de esta temporada en la cadena. Así, la cadena emitió el día 29 de diciembre el último programa con los mejores momentos de su etapa en La Sexta.

## Etapa en Cuatro (2010)
En 2010, Cuatro decidió recuperar el programa, aunque con una variación muy significativa. Esta nueva etapa del programa estrenada el 25 de abril de 2010, fue conducida por un trío de mujeres y no de hombres como había ocurrido en todas y cada una de sus etapas anteriores. Estas tres mujeres fueron Ana Milán, Silvia Abril y Tània Sàrrias.
Tras el último programa de la temporada emitido el 25 de julio de 2010, el futuro de Caiga quien caiga estaba en el aire debido a su irregular trayectoria de audiencia. Finalmente, no renovó debido a los discretos datos de audiencia y su elevado coste económico poniéndole punto final.

## Tercera etapa en Telecinco (2025)
Caiga Quien Caiga (CQC) anunció su regreso a la cadena que lo vio nacer en España, Telecinco, el 19 de enero de 2025, presentado esta vez por Lorena Castell, Santi Millán y Pablo González Batista. Cuenta además con nueve reporteros para cubrir política, deporte, actualidad y eventos, entre ellos Carles Tamayo, Daniel Fez, Paula Púa, Violeta Muñoz, Ana Francisco, Irene Junquera y Andy K, veterano reportero del primer CQC argentino. Tras un mes en antena, Telecinco canceló el programa tras sus discretos datos de audiencia despidiéndose definitivamente el 2 de  marzo de 2025.

## Miembros

### Presentadores
| Presentadores          |      |         |         |         |           |         |         |      |         |         |         |      |      |      |      |
| Presentadores          | 1    | 2       | 3       | 4       | 5         | 6       | 7       | 8    | 9       | 10      | 11      | 12   | 13   | 14   | 15   |
| Presentadores          | 1996 | 1996/97 | 1997/98 | 1998/99 | 1999/2000 | 2000/01 | 2001/02 | 2005 | 2005/06 | 2006/07 | 2007/08 | 2008 | 2008 | 2010 | 2025 |
| ---------------------- | ---- | ------- | ------- | ------- | --------- | ------- | ------- | ---- | ------- | ------- | ------- | ---- | ---- | ---- | ---- |
| El Gran Wyoming        |      |         |         |         |           |         |         |      |         |         |         |      |      |      |      |
| Javier Martín          |      |         |         |         |           |         |         |      |         |         |         |      |      |      |      |
| Juanjo de la Iglesia   |      |         |         |         |           |         |         |      |         |         |         |      |      |      |      |
| Manel Fuentes          |      |         |         |         |           |         |         |      |         |         |         |      |      |      |      |
| Arturo Valls           |      |         |         |         |           |         |         |      |         |         |         |      |      |      |      |
| Eduardo Aldán          |      |         |         |         |           |         |         |      |         |         |         |      |      |      |      |
| Juanra Bonet           |      |         |         |         |           |         |         |      |         |         |         |      |      |      |      |
| Leandro Rivera         |      |         |         |         |           |         |         |      |         |         |         |      |      |      |      |
| Frank Blanco           |      |         |         |         |           |         |         |      |         |         |         |      |      |      |      |
| Toni Garrido           |      |         |         |         |           |         |         |      |         |         |         |      |      |      |      |
| Ana Milán              |      |         |         |         |           |         |         |      |         |         |         |      |      |      |      |
| Silvia Abril           |      |         |         |         |           |         |         |      |         |         |         |      |      |      |      |
| Tània Sàrrias          |      |         |         |         |           |         |         |      |         |         |         |      |      |      |      |
| Santi Millán           |      |         |         |         |           |         |         |      |         |         |         |      |      |      |      |
| Lorena Castell         |      |         |         |         |           |         |         |      |         |         |         |      |      |      |      |
| Pablo González Batista |      |         |         |         |           |         |         |      |         |         |         |      |      |      |      |

### Reporteros
| Nombre                     | Ocupación                                         | Periodo               |
| -------------------------- | ------------------------------------------------- | --------------------- |
| El Gran Wyoming            | Presentador principal                             | 1996-2002             |
| Juanjo de la Iglesia       | Presentador y reportero                           | 1996-2002             |
| Javier Martín              | Presentador y reportero                           | 1996-2002             |
| Maestro Reverendo          | Músico y colaborador                              | 1996-2002             |
| Mario Caballero            | Reportero                                         | 1996-2002             |
| Sergio Pazos               | Reportero                                         | 1996-2002             |
| Tonino                     | Reportero                                         | 1996-2002             |
| Pablo Carbonell            | Reportero                                         | 1996-2002 y 2025      |
| Arturo Valls               | Presentador (2005-2007) y reportero (1998-2002)   | 1998-2002 y 2005-2007 |
| Eduardo Aldán              | Presentador y reportero                           | 2005                  |
| Juanra Bonet               | Presentador y reportero                           | 2005-2008             |
| Deborah Ombres             | Colaboradora y reportera                          | 2005                  |
| Manel Fuentes              | Presentador principal                             | 2005-2008             |
| Christian Gálvez           | Reportero                                         | 2005-2007             |
| Fernando González González | Reportero                                         | 2005-2007             |
| Toni Garrido               | Presentador (2008) y reportero (2005-2006 y 2008) | 2005-2006 y 2008      |
| Eugeni Alemany             | Reportero                                         | 2006-2008             |
| Antonio Castelo            | Reportero                                         | 2007-2008             |
| Maldo                      | Reportero                                         | 2007-2008             |
| Leandro Rivera             | Presentador                                       | 2007-2008             |
| Frank Blanco               | Presentador principal                             | 2008                  |
| Estíbaliz Gabilondo        | Reportera                                         | 2008 y 2010           |
| David Ibáñez "Fox"         | Reportero                                         | 2008                  |
| Miguel Martín              | Reportero                                         | 2008 y 2010           |
| Daniel Niño                | Reportero                                         | 2008                  |
| Ana Milán                  | Presentadora principal                            | 2010                  |
| Silvia Abril               | Presentadora                                      | 2010                  |
| Tània Sàrrias              | Presentadora                                      | 2010                  |
| Nacho García               | Reportero                                         | 2010                  |
| Raúl Gómez                 | Reportero                                         | 2010                  |
| Irene Moreno               | Reportera                                         | 2010                  |
| Carles Tamayo              | Periodista de investigación                       | 2025                  |
| Dani Fez                   | Reportero                                         | 2025                  |
| Violeta Muñoz              | Reportera                                         | 2025                  |
| Paula Púa                  | Cómica y reportera                                | 2025                  |
| Ana Francisco              | Periodista de investigación                       | 2025                  |
| Luis Fabra                 | Reportero                                         | 2025                  |
| Irene Junquera             | Periodista deportiva                              | 2025                  |
| Alba Moreno                | Influencer                                        | 2025                  |
| Andrés "Andy K" Kusnetzoff | Reportero nacional                                | 2025                  |
| Sara Carbonero             | Periodista y presentadora                         | 2025                  |

## Audiencias

#### Etapa Telecinco (Temporada 8)
| 1  | 28 de enero de 2005   | 4 395 000 (25,5%) |
| 2  | 4 de febrero de 2005  | 3 155 000 (20,1%) |
| 3  | 11 de febrero de 2005 | 3 233 000 (20,2%) |
| 4  | 18 de febrero de 2005 | 3 393 000 (21,0%) |
| 5  | 25 de febrero de 2005 | 3 196 000 (20,0%) |
| 6  | 4 de marzo de 2005    | 3 281 000 (20,3%) |
| 7  | 18 de marzo de 2005   | 2 958 000 (20,9%) |
| 8  | 1 de abril de 2005    | 2 947 000 (20,4%) |
| 9  | 8 de abril de 2005    | 3 392 000 (22,5)  |
| 10 | 15 de abril de 2005   | 3 088 000 (21,0)  |
| 11 | 22 de abril de 2005   | 3 090 000 (21,9%) |
| 12 | 29 de abril de 2005   | 2 700 000 (21,4%) |
| 13 | 6 de mayo de 2005     | 2 826 000 (22,6%) |
| 14 | 13 de mayo de 2005    | 2 774 000 (21,4%) |
| 15 | 20 de mayo de 2005    | 2 878 000 (23,2%) |

#### Etapa LaSexta (Temporada 12)
| 1  | 14 de mayo de 2008  | 1 341 000 (7,5%) |
| 2  | 21 de mayo de 2008  | 779 000 (4,4%)   |
| 3  | 28 de mayo de 2008  | 1 067 000 (6,0%) |
| 4  | 4 de junio de 2008  | 823 000 (4,5%)   |
| 6  | 11 de junio de 2008 | 969 000 (5,7%)   |
| 7  | 18 de junio de 2008 | 890 000 (5,4%)   |
| 8  | 25 de junio de 2008 | 918 000 (5,5%)   |
| 9  | 2 de julio de 2008  | 970 000 (6,2%)   |
| 10 | 9 de julio de 2008  | 879 000 (6,3%)   |
| 11 | 16 de julio de 2008 | 833 000 (5,8%)   |
| 12 | 23 de julio de 2008 | 809 000 (6,2%)   |

#### Etapa LaSexta (Temporada 13)
| 1  | 3 de septiembre de 2008  | 763 000 (5,1%)   |
| 2  | 10 de septiembre de 2008 | 646 000 (4,1%)   |
| 3  | 17 de septiembre de 2008 | 1 060 000 (6,7%) |
| 4  | 1 de octubre de 2008     | 798 000 (4,6%)   |
| 6  | 9 de octubre de 2008     | 800 000 (4,6%)   |
| 7  | 16 de octubre de 2008    | 728 000 (4,3%)   |
| 8  | 23 de octubre de 2008    | 954 000 (5,4%)   |
| 9  | 30 de octubre de 2008    | 852 000 (4,8%)   |
| 10 | 6 de noviembre de 2008   | 852 000 (4,8%)   |
| 10 | 10 de noviembre de 2008  | 775 000 (4,3%)   |
| 11 | 17 de noviembre de 2008  | 729 000 (4,1%)   |
| 12 | 24 de noviembre de 2008  | 929 000 (5,1%)   |
| 13 | 1 de diciembre de 2008   | 839 000 (4,5%)   |
| 15 | 8 de diciembre de 2008   | 873 000 (4,7%)   |
| 16 | 15 de diciembre de 2008  | 888 000 (4,8%)   |
| 17 | 22 de diciembre de 2008  | 919 000 (5,2%)   |
| 18 | 29 de diciembre de 2008  | 854 000 (4,7%)   |

#### Etapa Cuatro (Temporada 14)
| 1  | 25 de abril de 2010 | 929 000 (7,5%)    |
| 2  | 2 de mayo de 2010   | 742 000 (6,5%)    |
| 3  | 9 de mayo de 2010   | 650 000 (4,6%)    |
| 5  | 23 de mayo de 2010  | 576 000 (5,0%)    |
| 6  | 30 de mayo de 2010  | 709 000 (5,6%)    |
| 8  | 13 de junio de 2010 | 690 000 (5,3%)    |
| 9  | 20 de junio de 2010 | 784 000 (6,2%)    |
| 10 | 27 de junio de 2010 | 669 000 (5,3%)    |
| 11 | 4 de julio de 2010  | 1 314 000 (12,2%) |
| 12 | 18 de julio de 2010 | 592 000 (5,3%)    |
| 13 | 25 de julio de 2010 | 547 000 (5,2%)    |

#### Etapa Telecinco (Temporada 15)
| 1 | 19 de enero de 2025   | 1 128 000 (9,0%) |
| 2 | 26 de enero de 2025   | 997 000 (8,4%)   |
| 3 | 2 de febrero de 2025  | 1 037 000 (8,5%) |
| 4 | 9 de febrero de 2025  | 821 000 (6,7%)   |
| 5 | 16 de febrero de 2025 | 969 000 (8,2%)   |
| 6 | 23 de febrero de 2025 | 780 000 (6,6%)   |
| 7 | 2 de marzo de 2025    | 819 000 (6,6%)   |